# I (EP của Taeyeon)
I là mini-album đầu tay của ca sĩ Taeyeon, thành viên nhóm nhạc nữ Hàn Quốc - Girls' Generation, được SM Entertainment phát hành vào ngày 7 tháng 10 năm 2015.

## Phát hành
Giữa năm 2015, SM Entertainment cho biết Taeyeon sẽ phát hành album solo đầu tay của mình. Cô đã tham gia vào việc viết lời cho bài hát chủ đề của album, "I". Bài hát cũng có sự góp mặt của rapper Verbal Jint. Mini-album được phát hành trực tuyến trên các trang web âm nhạc vào 12 giờ đêm (giờ Hàn Quốc) ngày 7 tháng 10 năm 2015, và bắt đầu được bán tại các cửa hàng vào buổi sáng ngay sau đó.

## Quảng bá
Taeyeon bắt đầu biểu diễn "I" trên các chương trình âm nhạc Hàn Quốc từ ngày 8 tháng 10 năm 2015. Cô tổ chức concert "Taeyeon's Very Special Day", thuộc chuỗi concert The AGIT của các nghệ sĩ SM Entertainment, vào cuối tháng 10 năm 2015.

## Doanh số
I xuất hiện lần đầu tiên ở vị trí thứ 2 trên bảng xếp hạng Gaon Albums Chart hàng tuần cũng như ở vị trí thứ 1 và 5 lần lượt trên các bảng xếp hạng World Albums và Heatseeker của Billboard. Sau đó mini-album đạt vị trí đầu bảng trên bảng xếp hạng Gaon Albums Chart tháng 10 năm 2015.

## Danh sách bài hát
| STT              | Nhan đề                                     | Phổ lời                        | Phổ nhạc | Thời lượng |
| ---------------- | ------------------------------------------- | ------------------------------ | --- | ---------- |
| 1.               | "I" (featuring Verbal Jint)                 | Kim Tae-yeon Mafly Verbal Jint | Myah Marie Langston Bennett Armstrong Justin T. Armstrong Cosmopolitan Douglas David Quinones Jon Asher Ryan S. Jhun | 3:26       |
| 2.               | "U R"                                       | Jo Yun-gyeong                  | Matthew Tishler Robyn Newman Ben Charles                                                                             | 4:34       |
| 3.               | "Gemini" (쌍둥이자리; Ssangdungijari)       | Jam Factory Mafly              | LDN Noise Carolyn Jordan Alice Sophie Penrose                                                                        | 3:41       |
| 4.               | "Stress" (스트레스; Seuteureseu)            | Mafly                          | Hyuk Shin Tiffany Evans Marco Reyes (MRey) DK                                                                        | 3:21       |
| 5.               | "Farewell" (먼저 말해줘; Meonjeo Malhaejwo) | Lee Joo-hyung                  | Lee Chu Dae-gwan | 3:43       |
| 6.               | "I" (instrumental)                          |                                | Langston B. Armstrong J. T. Armstrong Douglas Quinones Asher Jhun                                                    | 3:24       |
| Tổng thời lượng: | Tổng thời lượng:                            | Tổng thời lượng:               | Tổng thời lượng: | 22:09      |

## Bảng xếp hạng

### Bảng xếp hạng hàng tuần
| Bảng xếp hạng                     | Thứ hạng cao nhất |
| --------------------------------- | ----------------- |
| Korean Albums (Gaon)              | 2                 |
| Japanese Albums (''Oricon'')      | 21                |
| US World Albums (Billboard)       | 1                 |
| US Heatseekers Albums (Billboard) | 5                 |

### Bảng xếp hạng hàng tháng
| Bảng xếp hạng (2015)       | Thứ hạng cao nhất |
| -------------------------- | ----------------- |
| South Korean Albums (Gaon) | 1                 |

### Doanh số và chứng nhận
| Bảng xếp hạng         | Doanh số |
| --------------------- | -------- |
| Gaon physical sales   | 131.649+ |
| Oricon physical sales |          |

## Lịch sử phát hành
| Khu vực       | Ngày                | Định dạng              | Hãng đĩa                   |
| ------------- | ------------------- | ---------------------- | -------------------------- |
| Hàn Quốc      | 7 tháng 10 năm 2015 | CD, tải về kỹ thuật số | SM Entertainment, KT Music |
| Toàn thế giới | 7 tháng 10 năm 2015 | Tải về kỹ thuật số     | SM Entertainment.          |